# Томиці (Опольське воєводство)
Томиці (пол. Tomice, нім. Thomnitz) — село в Польщі, у гміні Ґлоґувек Прудницького повіту Опольського воєводства.
Населення — 103 особи (2011).
У 1975-1998 роках село належало до Опольського воєводства.

## Демографія
Демографічна структура станом на 31 березня 2011 року:
|          | Загалом | Допрацездатний вік | Працездатний вік | Постпрацездатний вік |
| -------- | ------- | ------------------ | ---------------- | -------------------- |
| Чоловіки | 53      | 11                 | 38               | 4                    |
| Жінки    | 50      | 4                  | 29               | 17                   |
| Разом    | 103     | 15                 | 67               | 21                   |